# 4º Reggimento AVES "Altair"

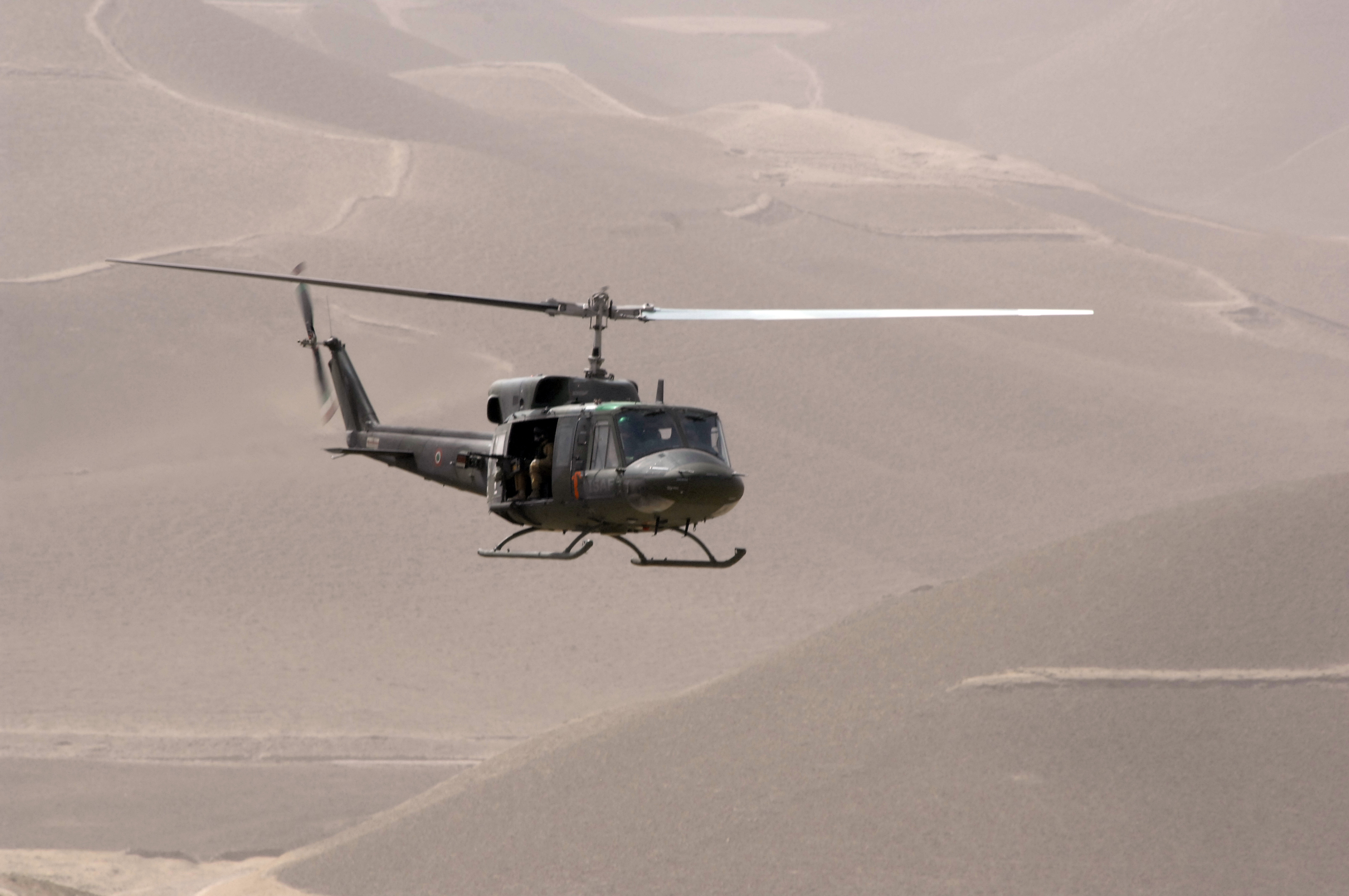
Un Agusta-Bell AB 212 dell'Aviazione dell'Esercito durante la missione International Security Assistance Force.

Il 4º Reggimento AVES "Altair" è un reggimento dell'Aviazione dell'Esercito, uno dei quattro che compongono la Brigata Aviazione dell'Esercito. Di base all'aeroporto "Sabelli" nel comune di Bolzano, è un'unità di elicotteri specializzata nelle operazioni in ambiente montano.

## Storia
Costituito con denominazione Aviazione Leggera dell'Esercito (ALE) "Altair" il 20 gennaio 1976, quando vennero raccolte sotto un unico comando tutte le unità di volo già alle dirette dipendenze del 4º Corpo d'armata alpino, e dal 01 febbraio 1976 anche le unità di volo dipendenti dai singoli Comandi di Brigata Alpina.
Negli anni si susseguono svariate modifiche alla composizione organica e denominazione dei vari reparti che lo compongono.
Nel 1993 l'Aviazione Leggera dell'Esercito (ALE) diventa Aviazione dell'Esercito (AVES), e l'Altair assume l'attuale denominazione di 4º Reggimento Aviazione dell'Esercito "ALTAIR".
Lo stendardo del reggimento è decorato di cinque Medaglie d'argento al valor civile, una Croce d'argento al merito dell'Esercito e una Croce di bronzo al merito della Croce Rossa Italiana.

## Organizzazione
Basato su due gruppi squadroni:
- il 54º gruppo squadroni “Cefeo” di base a Bolzano.
- il 34º gruppo squadroni “Toro” sulla base di Venaria Reale